# Frank Maine
Pour les articles homonymes, voir Maine.
Francis William Maine (15 septembre 1937-29 septembre 2018) est un homme politique canadien de l'Ontario. Il est député fédéral libéral de la circonscription ontarienne de Wellington de 1974 à 1979.

## Biographie
Né à Hayes dans le borough londonien de Bromley en Angleterre, Maine immigre au Canada à l'âge de 10 ans. Étudiant le génie chimique à l'université Queen's de Kingston, il étudie ensuite à l'université de Cambridge où il obtient un PhD. Pendant ses études, il obtient une ceinture bleu avec l'équipe de judo de l'université de Cambridge et compétition également pour les Britanniques. De retour au Canada, il travaille dans le domaine des polymères chimiques et devient chef en recherches et développement en plastiques renforcés chez Fiberglass Canada.

## Politique
Élu dans Wellington en 1974, Maine occupe la fonction de secrétaire parlementaire du ministre d'État en Science et Technologie. Le rôle que la politique de la science et l'innovation dans la construction de l'économie du savoir était l'une des préoccupations de Maine,. Défait dans la nouvelle circonscription de Guelph en 1979 contre le progressiste-conservateur Albert Fish, il est à nouveau défait dans Guelph—Wellington en 1993, alors qu'il se présentait à titre de candidat indépendant.

## Après la politique
À la suite de sa défaite, Maine retourne dans le domaine de la recherche et développement en tant que scientifique-entrepreneur. Il coinvente et commercialise quelques produits à base de polymère en plus de siège au Conseil scientifique du Canada (en),,,.
Sa fille est l'universitaire Elicia Maine (en) et sa petite-fille la cycliste Katherine Maine.